# リンゲール
リンゲール（Linguère）はセネガル共和国ルーガ州の町。

## 歴史
ジョロフ王国の首都が置かれた。